# Sainte-Marie (Nièvre)
 Sainte-Marie  es una población y comuna francesa, situada en la región de Borgoña, departamento de Nièvre, en el distrito de Nevers y cantón de Saint-Saulge.

## Demografía
| 135 | 141 | 95 | 81 | 90 | 85 |
| Para los censos de 1962 a 1999 la población legal corresponde a la población sin duplicidades (Fuente: INSEE [Consultar]) |     |    |    |    |    |